# カワゴケソウ科
カワゴケソウ科（カワゴケソウか、Podostemaceae）は、双子葉植物に属する科で、すべて水草からなる。

## 概要
世界に50属約270種が分布する。主に熱帯・亜熱帯に生育するが、アメリカ東岸の北緯50度付近に生育する種もある。同科に属するモウレラ（Mourera）などは、化粧品として用いられることもある。日本では宮崎県、鹿児島県本土と屋久島の一部の河川にカワゴケソウ（川苔草、Cladopus japonicus）やカワゴロモ（川衣、Hydrobryum japonicum）などの2属8種が分布している。このうちオオヨドカワゴロモ（H. koribanum、大淀川水系の岩瀬川に生育）は1999年に新種であることが明らかになった。また、タシロカワゴケソウ（Cladopus austro-osumiensis）は1977年に発見されていたが、1995年まで正式な新種としては記載されていなかった。種子の散布を河川に依存するため、水系ごとに固有種が多い。
急流域の川底や岩盤に固着して生育している。形態的には退化する傾向が著しく、根は苔類のような葉状体になり、この根でも光合成を行う。日本に生育する種はいずれも茎がほとんどなくなり、葉状体上に鱗片状の葉と単純な花がつく。多くの種は水中で開花する。
形態が極端に退化しているため系統が明らかでなかった（クロンキスト体系では独立のカワゴケソウ目に分類している）が、近年の分子系統学的な研究からオトギリソウ科に近縁であることがわかった。そのためAPG植物分類体系では、キントラノオ目に分類している。

## 属

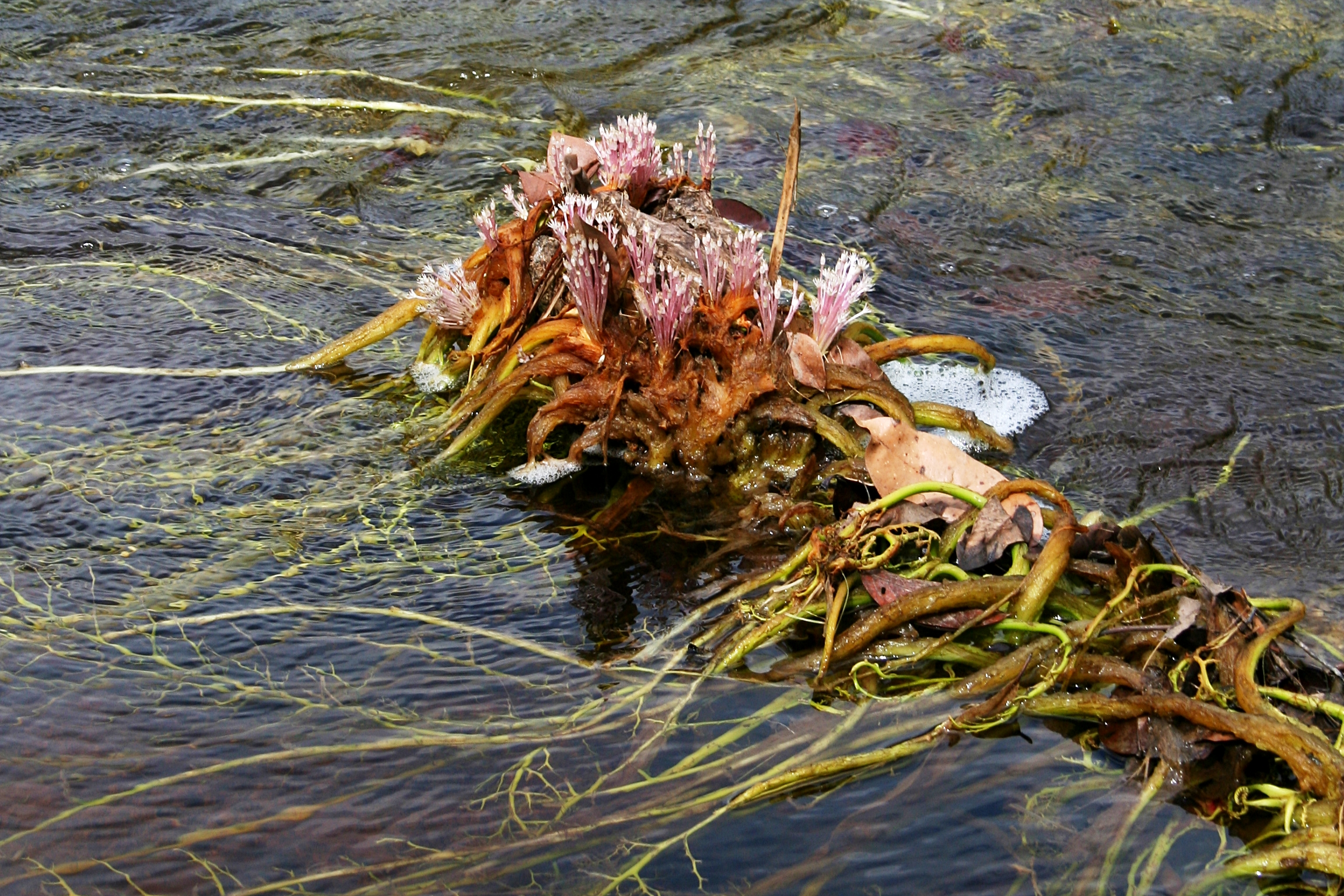
Rhyncholacis penicillata

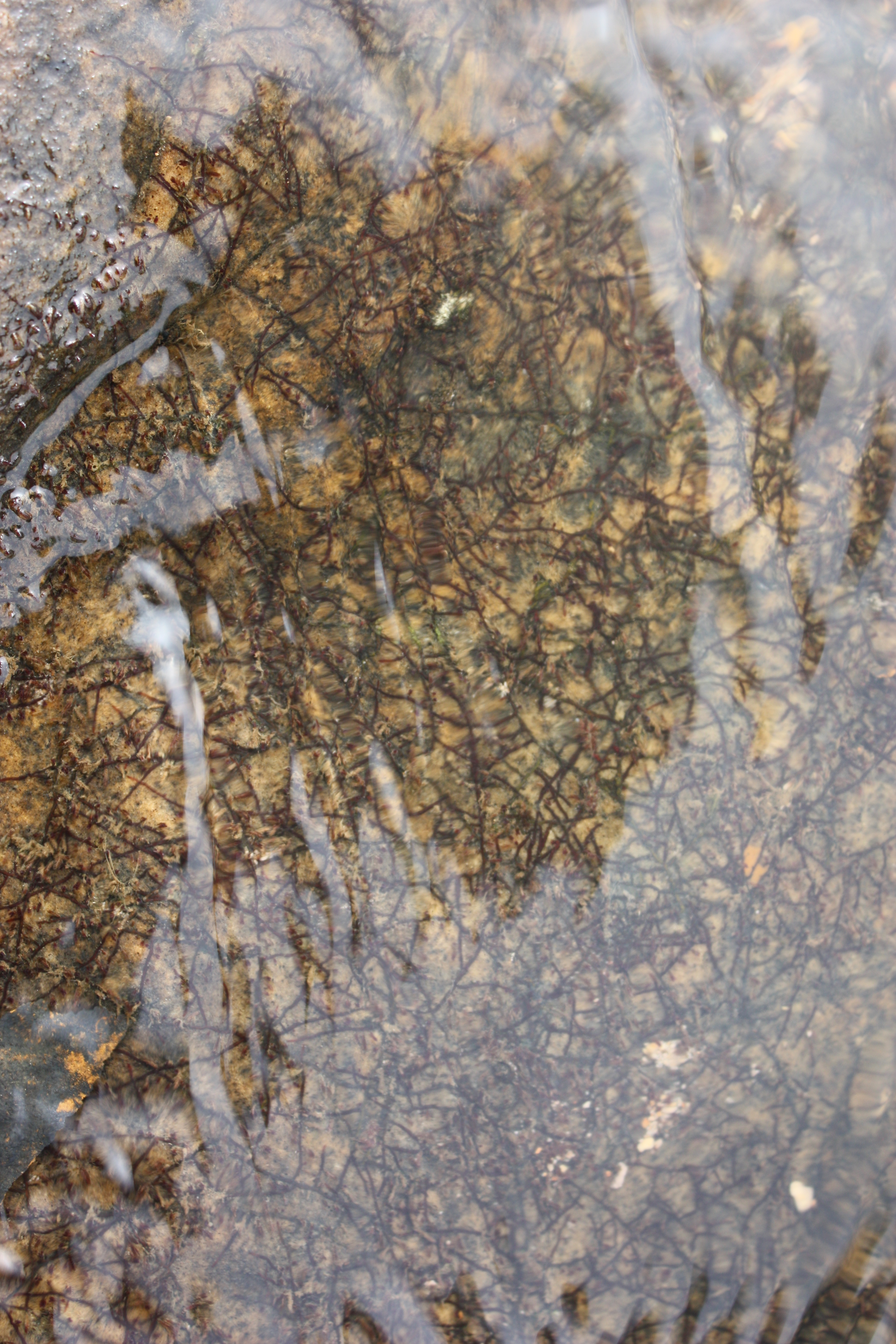
Tristicha trifaria

日本に分布するのはカワゴケソウ属（Cladopus）とカワゴロモ属（Hydrobryum）のみである。
- Angolaea
- Apinagia
- Butumia
- Castelnavia
- Ceratolacis
- カワゴケソウ属 Cladopus - カワゴケソウ、タシロカワゴケソウ、トキワカワゴケソウ、マノセカワゴケソウ
- Cipoia
- Crenias
- Dalzellia
- Devillea
- Diamantina
- Dicraea
- Dicraeanthus
- Diplobryum
- Djinga
- Endocaulos
- Farmeria
- Hydrobryopsis
- カワゴロモ属 Hydrobryum - カワゴロモ、ウスカワゴロモ、オオヨドカワゴロモ、ヤクシマカワゴロモ
- Hydrostachys
- Indotristicha
- Jenmaniella
- Lawia
- Ledermanniella
- Leiothylax
- Letestuella
- Lonchostephus
- Lophogyne
- Macrarenia
- Macropodiella
- Malaccotristicha
- Marathrum
- Monostylis
- Mourera
- Oserya
- Paleodicraeia
- Podostemum
- Polypleurella
- Polypleurum
- Rhyncholacis
- Saxicolella
- Sphaerothylax
- Stonesia
- Thelethylax
- Torrenticola
- Tristicha
- Tulasneantha
- Weddellina
- Willisia
- Winklerella
- Zehnderia
- Zeylandium

## 保護上の位置づけ
1954年（昭和29年）3月25日に、「カワゴケソウ科」として鹿児島県の天然記念物に指定されている。該当する種はカワゴケソウ、トキワカワゴケソウ、マノセカワゴケソウ、カワゴロモ、ウスカワゴロモ、ヤクシマカワゴロモの6種である。
また環境省のレッドデータブックでは、日本に生育するカワゴケソウ科の2属8種が、すべて絶滅危惧IA類、もしくは絶滅危惧IB類に指定されている。いずれの種も分布域が限られており、絶滅の危険性が高い。
2010年（平成22年）2月22日には、カワゴケソウ、ウスカワゴロモが自生する鹿児島県志布志市の安楽川および前川の延長約9.7kmの生育地が「志布志のカワゴケソウ科植物生育地」として、2010年（平成22年）8月5日には、ヤクシマカワゴロモが自生する鹿児島県熊毛郡屋久島町の一湊川（いっそうがわ）および白川の生育地が「ヤクシマカワゴロモ生育地」として、また、2016年（平成28年）3月1日には、宮崎県小林市の岩瀬川にのみ生育する固有種であるオオヨドカワゴロモの自生地が「オオヨドカワゴロモ自生地」として、国の天然記念物に指定されている。